# Matteo Ceirano
Matteo Ceirano (Cuneo, 1 de gener de 1870 - Torí, 19 de març de 1941) va ser un industrial italià, que es feu famós arran del seu rol de pioner a la indústria automobilística. Va ser fundador de Fratelli Ceirano & C. el 1903, que esdevingué després la Itala Fabbrica Automobili el 1904 i després de la Società Piemontese Automobili el 1906. Matteo Ceirano era el més petit dels tres fills d'un industrial del país. Juntament amb el seu germà gran, Giovanni Battista amb qui havia fabricat cotxes a partir de 1898, fundà l'empresa de fabricació d'automòbils Fratelli Ceirano & C. el 1903. Es destacà alhora com a pilot automòbil i guanyà a la categoria vehicles lleugers a l'edició del 1904 de la corsa Susa-Moncenisio amb una Itala 24 HP. Aquest mateix any deixa la seva companyia l'Itala i el 1906 va fundar amb Michele Ansaldi la Società Piemontese Automobili Ansaldi-Ceirano, assumint la direcció tècnica de la nova companyia.